# کورتیس استیونز
کورتیس استیونز (انگلیسی: Curtis Stevens; ۱ ژوئن ۱۸۹۸ – ۱۵ مهٔ ۱۹۷۹) ورزشکار بابسلد اهل ایالات متحده آمریکا بود.
از افتخارات وی می‌توان به کسب مدال طلا در بازی‌های المپیک زمستانی ۱۹۳۲ اشاره کرد.